# Збірна Індонезії з хокею із шайбою
Збірна Індонезії з хокею із шайбою — національна чоловіча збірна команда Індонезії, яка представляє країну на міжнародних змаганнях із хокею. Функціонування команди забезпечує Федерація хокею Індонезії, яка є членом ІІХФ.

## Історія
Перший хокейний матч в Індонезії відбувся 19 січня 2017 року, між місцевими командами, більшість гравців при цьому були запрошенні з Тайваню.
20 лютого 2017 року збірна Індонезії зіграла перший офіційний матч проти збірної Ірану поступившись з рахунком 10–3. Пізніше іранці були дискваліфіковані і ця гра вважається товариською.
З 2018 року збірна брала участь в Азійського Кубка Виклику, де посідала здебільшого останні місця.
У 2023 році індонезійці дебютували в четвертому Дивізіоні чемпіонату світу, де посіла останнє четверте місце поступившись в усіх трьох матчах. У двох наступних турнірах 2024 та 2025 років, збірна Індонезії фінушувала третьої та четвертою (серед шести команд) відповідно.

## Виступи на чемпіонаті світу
- 2023 — 4 місце Дивізіон IV
- 2024 — 3 місце Дивізіон IV
- 2025 — 4 місце Дивізіон IV